# Moszkhoszok
Moszkhoszok (latinul: moschi) ókori nép, a Kaukázus déli részén éltek a Phaszisz és a Kürosz (Phasis és Cyrus) forrásainál. Muszki, muski és muskhi (mušḫi) néven már az i. e. 12. századi asszír és hettita ékiratokban is előfordulnak.
Nyugati csoportjaik a phrügök, keleti népeik a kartvéli törzsek, így a grúzok és örmények etnogenezisében játszott jelentős szerepet. A kaukázusi ágnak nevezetes volt fémkivitele, illetve rabszolgakereskedelme. Hérodotosz, Sztrabón és idősebb Plinius tudósít róluk. E népnek köze lehet a „hegyi kháldeusokhoz”, a görög elbeszélésekben khalüpszként szereplő törzsekhez.

## Egykorú források
I. Tukulti-apil-ésarra évkönyveiben írták le először a KURmuš-kimeš kifejezést, az i. e. 12. század végén, i. e. 1115 körül. Ekkor öt törzsüket öt király (törzsfő, fejedelem) vezette. A szöveg szerint már 50 éve Alzi és Purumulzi környékén éltek. Ez arra utal, hogy a tengeri népekhez lehet közük, annak ellenére, hogy az egyiptomi forrásokban nincs ilyen név. Tukulti-apil-ésarra szerint 20 000 fős (egyes változatokban 12 000) sereget tudtak kiállítani, de vereséget szenvedtek.
További asszír szövegekben KURmuš-ka-a-jameš, ṣābemeš KURmu-uš-ka-je-e. Assur-bél-kala idejében az országuk neve ālu [ ] šá KURmuš?[-ki...]. II. Tukulti-Ninurta i. e. 885-ben KURmu-uš-ki ellen vezetett hadjáratot. I. e. 883-ban II. Assur-nászir-apli Katmuhuban és KURmuš-ki országban zsákmányolt szarvasmarhákat, juhokat, bort és bronzedényeket. Nem sokkal később Jaririsz karkemisi herceg feliratai mu-sá-za néven nevezték a lüdöket. II. Sarrukín már Namri és Ellipi (Urartutól kelet-délkeletre) területén említi a muškikat, miközben azok a karkemisi Piszirisz, a tabaali Ambarisz és Kijakijasz, valamint az urartui I. Rusza szövetségesei. Assur-ah-iddína egy K]URmuš-ku nevű ország királyáról írt, aki a tabaali Mukalli, és egy melídi király szövetségese.
Az i. e. 670-es években II. Rusza urartui feliratai KURmu-uš-ki-né néven Anatóliában említik őket, Halitu és Phrügia országokban.